# Лепідозавроподібні
Лепідозавроморфи, або лепідозавроподібні (лат. Lepidosauromorpha), — інфраклас плазунів підкласу діапсид. Включає один сучасний надряд — Lepidosauria (сучасні ящірки, змії і гатерія або туатара). Вимерлі лепідозавроподібні, можливо, включають плезіозаврів.
Лепідозавроморфи відрізняються від архозаврів своєю примітивною, повзучою ходою, синусоїдальним рухом тулуба і хвоста, що нагадує рух риб, рухливим суглобом поміж дзьобоподібним відростком (коракоїд) і грудниною, та своєрідним кріпленням зубів (плевродонтне — з внутрішнього боку щелепи). Слід зазначити, що повзуча хода лепідозавроморфів енергетично економніша, ніж парасагітальна хода архозаврів, що відіграє важливу роль для холоднокровних тварин.

## Класифікація
- †Kuehneosauridae?
- †Choristodera?
- †Helveticosauridae?
- †Cargninia
- †Coartaredens?
- †Feralisaurus?
- †Fraxinisaura
- †Lacertulus?
- †Marmoretta
- †Megachirella
- †Paliguana
- †Pamelina?
- †Sophineta
- †Tamaulipasaurus
- †Taytalura
- †Vellbergia
- †Vinitasaura
- Lepidosauria
  - Rhynchocephalia
  - Squamata